# Krokowa (gmina)
Pour les articles homonymes, voir Krokowa.
La gmina de Krokowa est une commune rurale de la voïvodie de Poméranie et du powiat de Puck. Elle s'étend sur 211,83 km2 et comptait 10 089 habitants en 2006. Son siège est le village de Krokowa qui se situe à environ 18 kilomètres au nord-ouest de Puck et à 56 kilomètres au nord-ouest de Gdansk, la capitale régionale.

## Villages
La gmina de Krokowa comprend les villages et localités de Białogóra, Brzyno, Dąbrowa, Dębki, Glinki, Górczyn, Goszczyno, Jeldzino, Karlikowo, Kartoszyno, Karwieńskie Błoto Drugie, Karwieńskie Błoto Pierwsze, Kłanino, Krokowa, Łętowice, Lisewo, Lubkowo, Lubocino, Minkowice, Odargowo, Odargowo-Kolonia, Parszczyce, Parszkowo, Piaśnica, Połchówko, Porąb, Prusewo, Sławoszynko, Sławoszyno, Słuchowo, Sobieńczyce, Sobieńczyce-Myśliwka, Sulicice, Świecino, Szary Dwór, Trzy Młyny, Tyłowo, Wierzchucino, Wybudowania Odargowskie, Żarnowiec et Zielony Dół.

## Villes et gminy voisines
La gmina de Krokowa est voisine de la ville de Władysławowo et des gminy de Choczewo, Gniewino, Puck et Wejherowo.